# Plebiscyt Przeglądu Sportowego 1978
Plebiscyt Przeglądu Sportowego 1978 – 44. edycja Plebiscytu „Przeglądu Sportowego” na najlepszego sportowca Polski 1978 roku.

## Charakterystyka
Redakcja dziennika sportowego „Przegląd Sportowy” po raz 44. zorganizowała wybór polskiego sportowca, który zdaniem głosujących był najlepszym tzn. jego dokonanie i wynik oceniono najwyżej w 1978 (mistrzostwo świata, mistrzostwo Europy, pobicie rekordu świata czy Europy). Czytelnicy, kibice czy sympatycy sportu mieli tym razem nieco trudniejsze zadanie przy wyborze, bowiem w 1978 roku nie rozgrywano zawodów najwyższej rangi tzn. zimowych i letnich igrzysk olimpijskich. Mimo tego Polacy wywalczyli w siedmiu dyscyplinach sportu tytuły mistrzów świata (boks, brydż sportowy, gimnastyka akrobatyczna, narciarstwo, pięciobój nowoczesny, szermierka i żeglarstwo lodowe), a ponadto w czterech innych zdobyli tytuły mistrzów Europy (lekkoatletyka, podnoszenie ciężarów, strzelectwo i zapasy). Kierując się tymi osiągnięciami redakcja wstępnie dokonała selekcji i wytypowała listę sportowców na których można było oddać głos. W latach „nieolimpijskich” napływało z reguły nieco mniej kuponów od głosujących. Tak było również i tym razem, bowiem napłynęło nieco ponad 69 tys. kuponów. Na balu mistrzów sportu 6 stycznia 1979 tradycyjnie w salach hotelu Europejskiego w Warszawie odbyło się oficjalne ogłoszenie wyników i wręczenie nagród.

## Wyniki
Pierwsze miejsce zdobył Józef Łuszczek, który w lutym 1978 wywalczył dwa medale na mistrzostwach świata w narciarstwie klasycznym, w Lahti (Finlandia) (złoty medal w biegu na 15 km oraz brązowy medal w biegu na 30 km, a w biegu na 50 km zajął 7. miejsce), a ponadto w klasyfikacji końcowej rozgrywanego cyklu Pucharu Świata w biegach narciarskich sezonu 1977/1978 zajął 7. miejsce. Drugie miejsce przypadło ubiegłorocznemu zwycięzcy plebiscytu Januszowi Pyciak-Peciakowi, który w sierpniu zdobył również dwa medale (złoty medal – drużynowo i srebrny medal – indywidualnie) na rozgrywanych w Jönköping (Szwecja) mistrzostwach świata w pięcioboju nowoczesnym. Natomiast trzecie miejsce zdobył Henryk Średnicki, który w maju wywalczył złoty medal na 2. mistrzostwach świata w boksie amatorskim w Belgradzie, w kategorii muszej (do 51 kg). Ponadto zwyciężył w tradycyjnym 19. plebiscycie redakcji „Przeglądu Sportowego” na najlepszego polskiego boksera sezonu 1978, otrzymując nagrodę „Złote Rękawice”. Podobnie było w klasyfikacji fachowego miesięcznika pięściarskiego „Boks”, gdzie zajął pierwsze miejsce w swojej kategorii, wśród najlepszych bokserów Europy. 
| Wyniki plebiscytu na najlepszego sportowca Polski w 1978 roku |                      |                         |                      |                |
| Miejsce                                                       | Sportowiec           | Klub sportowy           | Dyscyplina           | Liczba punktów |
| 1.                                                            | Józef Łuszczek       | Start Zakopane          | narciarstwo          | 565 034        |
| 2.                                                            | Janusz Pyciak-Peciak | CWKS Legia Warszawa     | pięciobój nowoczesny | 479 136        |
| 3.                                                            | Henryk Średnicki     | GKS Jastrzębie          | boks                 | 473 802        |
| 4.                                                            | Bronisław Malinowski | Olimpia Grudziądz       | lekkoatletyka        | 383 665        |
| 5.                                                            | Krzysztof Sujka      | Społem Łódź             | kolarstwo            | 305 688        |
| 6.                                                            | Sobiesław Zasada     | Automobilklub Krakowski | sport samochodowy    | 266 297        |
| 7.                                                            | Grażyna Rabsztyn     | Gwardia Warszawa        | lekkoatletyka        | 214 274        |
| 8.                                                            | Wojciech Fibak       | Olimpia Poznań          | tenis                | 178 158        |
| 9.                                                            | Adela Dankowska      | Aeroklub Leszno         | szybownictwo         | 99 290         |
| 10.                                                           | Bogdan Kramer        | JKW Poznań              | żeglarstwo lodowe    | 96 270         |
| 11.                                                           | Leszek Dunecki       | AZS-AWF Warszawa        | lekkoatletyka        |                |
| 12.                                                           | Zbigniew Boniek      | Widzew Łódź             | piłka nożna          |                |
| 13.                                                           | Lesław Ćmikiewicz    | CWKS Legia Warszawa     | piłka nożna          |                |
| 14.                                                           | Kazimierz Lipień     | Wisłoka Dębica          | zapasy               |                |
| 15.                                                           | Marek Seweryn        | HKS Szopienice Katowice | podnoszenie ciężarów |                |
| 16.                                                           | Irena Szewińska      | KS Polonia Warszawa     | lekkoatletyka        |                |
| 17.                                                           | Adam Adamczyk        | Gwardia Warszawa        | dżudo                |                |
| 18.                                                           | Jadwiga Wilejto      | Obuwnik Prudnik         | łucznictwo           |                |
| 19.                                                           | Zbigniew Kaczmarek   | Górnik Siemianowice     | podnoszenie ciężarów |                |
| 20.                                                           | Kazimierz Deyna      | CWKS Legia Warszawa     | piłka nożna          |                |

Ponadto przyznano dwa inne tytuły:
- Tytuł honorowego sportowca 1978 roku:
  - Krystyna Chojnowska-Liskiewicz (za samotny rejs – jako pierwsza kobieta na świecie – dookoła Ziemi na jachcie „Mazurek”)
  - Wanda Rutkiewicz (za zdobycie jako pierwsza Polka najwyższego szczytu Ziemi, Mount Everestu na granicy Nepalu i Chin)
- Tytuł najlepszego trenera 1978 roku:
  - Edward Budny (za zdobycie dwóch medali przez jego wychowanka Józefa Łuszczka na mistrzostwach świata w narciarstwie klasycznym w Lahti)